# Juraj Martinović
Juraj Martinović (Sarajevo, 24. svibnja 1936. – Sarajevo, 3. kolovoza 2021.) bio je bosanskohercegovački književni povjesničar, prevoditelj, esejist, novinar, i akademik hrvatskog podrijetla. Bio je sarajevski gradonačelnik i dekan Filozofskog fakulteta u Sarajevu. 

## Životopis
Juraj Martinović je rođen u Sarajevu 1936. U rodnom gradu, a potom u Zagrebu je pohađao osnovnu školu. Godine 1955. je završio gimnaziju. Diplomirao je povijest književnosti na Filozofskom fakultetu u Sarajevu. Magistrirao je i doktorirao u Ljubljani na Filozofskom fakultetu. Doktorirao je na temi pjesništva Dragotina Ketteja. Najviše se bavio pjesništvom France Prešerna i Dragotina Ketteja. Kettejevo je djelo označio kao izraz izvorne umjetničke osobnosti, koja je duboko povezana sa slovenskom literarnom tradicijom i pjesničkim modelima kao što su lirika France Prešerna i Simona Jenka. Članke je objavio u Sodobnosti, Jeziku in slovstvu i u Slavističnoj reviji. Bio je član uredništva revije Izraz. Radio je kao novinar-pripravnik u uredništvu zagrebačkog časopisa Borbe.
Na Filozofskom fakultetu u Sarajevu predavao je od 1963. godine. Predavao je slovensku i hrvatsku književnost. Obnašao je i dužnost ravnatelja Instituta za jezik i književnost. Bio je gradonačelnik Sarajeva od 1989. do 1991. godine. Bio je dekan Filozofskog fakulteta u Sarajevu 1983./1984. i 1984./1985. godine. Dekan OOUR-a Filologija Filozofskog fakulteta u Sarajevu bio je 1980./1981. i 1981./1982. Bio je redovni član AZU BiH i dopisni član SAZU. 
Govorio je slovenski, ruski, engleski i francuski. Napisao je brojne znanstvene i stručne radove. Autor je pet knjiga na temu slovenske književnosti. Preveo je slovenske autore Ivana Cankara, Ivana Tavčara, Tarasa Kermanunera, Josipa Vidmara, Frana Gestrika, V. Melika, Janeza Rotara, Vida Pečjaka, Dragu Jančara, Stanu Bernika.
Preminuo je u Sarajevu, 3. kolovoza 2021. godine.

## Djela
- Apsurd i harmonija (Sarajevo, 1973)
- Poezija Dragotina Ketteja (Ljubljana, 1976)
- Dragotin Kette (Ljubljana, 1978)
- Sonetni venec Franceta Prešerna  (Beograd, 1983)
- U kosoj projekciji: ogledi i rasprave iz slovenačke književnosti (Sarajevo, 1985)
- Posunovraćeno vrijeme (Ljubljana 1994)

## Nagrade
- Povelja Otona Župančiča Društva slovenskih pisaca
- Dvadesetsedmosrpanjska nagrada Bosne i Hercegovine
- Šestotravanjska nagrada Grada Sarajeva
- Zlatne povelja mira i humanizma Internacionalne lige humanista

## Vanjske povezice
- In memoriam/ Preminuo akademik Juraj Martinović, nekadašnji gradonačelnik Sarajeva